# Kjudo
Kjudo (弓道; Kyūdō), japanska vještina streličarstva.

## Odlike vještine
Kjudo je nastao iz kjuđucua (Umjetnosti streličarstva), koji je nastao sa samurajskom klasom feudalnog Japana. Osoba koja se bavi kjudom naziva se kjudoka. Godine 2005., Međunarodna kjudo federacija imala je 132.760 članova.
U svom najčišćem obliku, kjudo se prakticira kao umjetnost koja traži moralni i duhovni razvoj pojedinca. Mnogi športisti kjudo doživljavaju kao šport. Međutim, stvarni cilj koji teži većina kjudoka je sixha seichu (pravi pogodak u pravo vrijeme). U kyudu se želi postići jedinstveno djelovanje ekspanzije (nobiai), koje rezultira prirodno otpuštenim hicem. Kad su duh i ravnoteža hitca ispravni, rezultat je da strelica pogodi metu. Duhovni cilj je odustajanje od sebe u potpunosti. S tim u vezi, mnogi vježbači vjeruju da su konkurentnost, ispitivanje i svaka prilika u datoj situaciji za svakog kjudoku važne; Naprotiv, postoje i drugi koji izbjegavaju kompetencije i preglede bilo koje vrste.

## Vježbanje

### Stupnjevanje
| Rang    | Japanski naziv  |
| ------- | --------------- |
| 6. Kyū  | Rokkyu (五級)   |
| 5. Kyū  | Gokyū (五級)    |
| 4. Kyū  | Yonkyū (四級)   |
| 3. Kyū  | Sankyū (三級)   |
| 2. Kyū  | Nikyū (二級)    |
| 1. Kyū  | Ikkyū (一級)    |
| 1. Dan  | Shodan (初段)   |
| 2. Dan  | Nidan (二段)    |
| 3. Dan  | Sandan (三段)   |
| 4. Dan  | Yondan (四段)   |
| 5. Dan  | Godan (五段)    |
| 6. Dan  | Rokudan (六段)  |
| 7. Dan  | Nanadan (七段)  |
| 8. Dan  | Hachidan (八段) |
| 9. Dan  | Kudan (九段)    |
| 10. Dan | Jūdan (十段)    |

U kjudu ne postoje pojasevi, već se stupnjevi označavaju kyuovima (Kyu), kojih ima šest i predstavljaju učenička zvanja; i danovima (Dan), kojih ima deset i predstavljaju majstorska zvanja.

### Oprema
Za vježbanje kjuda potrebno je imati najmanje imati luk (Yumi), strijele (Ya) i rukavice (Yugare). Ovisno o razdoblju u kojem se vježba kyudo kjudoka na sebi nosi dogi (gi), odnosno gornji dio koji liči na karate ili džudo kimono. Gornji dio razlikuje se po debljini materijala i kratkim rukavima. Uz to, takav gi je duži od običnih gornjih dijelova džudo kimona, pa zna dosezati do polovine butina. Muški gi ima otvore ispod pazuha za ventilaciju dok kod ženskog to nema. Ispod gija se ne nosi ništa. Također, postoji i gi dugih rukava koji je za zimski period vježbanja u Dojo-u. 
Donji dio vježbačke uniforme je hakama. Tradicionalan dio japanske odjeće. Ispod hakame se ne nosi ništa osim u hladnim razdobljima kad se ispod nje nosi donji dio gija slično kao donji dio kimona kao u džudu ili Karateu. 
Na nogama se nalaze platnene papuče ili tabi. Pojas (obi) je širi za muške i uži za žene. Obi se stavlja na gi i čvor se nalazi na leđima kako ne bi smetao kod zatezanja strune luka. Boje obija variraju tamniji kod muških i nešto svjetlijih kod žena, ali se nastoji da boje obija ne odudaraju previše od kimona kako se ne bi narušilo neko nepisano pravilo jednostavnosti i odskakanja od ostatka odjeće.

## Vanjske povezice
- International Kyudo Federation